# Морди (гміна)
Гміна Морди (пол. Gmina Mordy) — місько-сільська гміна у центральній Польщі. Належить до Седлецького повіту Мазовецького воєводства.
Станом на 31 грудня 2011 у гміні проживало 6177 осіб.

## Площа
Згідно з даними за 2007 рік площа гміни становила 170.17 км², у тому числі:
- орні землі: 74.00%
- ліси: 19.00%

Таким чином, площа гміни становить 10.61% площі повіту.

## Населення
Станом на 31 грудня 2011:
| Опис     | Загалом | Загалом | Чоловіки | Чоловіки | Жінки | Жінки |
| -------- | ------- | ------- | -------- | -------- | ----- | ----- |
| одиниця  | осіб    | %       | осіб     | %        | осіб  | %     |
| все      | 6177    | 100     | 3071     | 49.72    | 3106  | 50.28 |
| міське   | 1834    | 100     | 889      | 48.47    | 945   | 51.53 |
| сільське | 4343    | 100     | 2182     | 50.24    | 2161  | 49.76 |

## Сусідні гміни
Гміна Морди межує з такими гмінами: Збучин, Лосіце, Ольшанка, Папротня, Пшесмики, Сухожебри.